# جون وارنر (محرر أمريكي)
جون وارنر (بالإنجليزية: John Warner)‏ هو محرر أمريكي، ولد في 3 ديسمبر 1952.